# الذئاب (مسلسل)
الذئاب مسلسل تاريخي سوري يحكي عن صراعٍ على حكم دمشق وحلب بين الأخوين غير الشقيقين رضوان ودقاق أبناء تاج الدولة أبو سعيد تتش بن ألب أرسلان، وهو مؤسس دولة السلاجقة في الشام، وسلطان دمشق وحلب. تقوم أحداث المسلسل ضمن نطاقٍ زمنيٍ يمتد على سنواتٍ قليلةٍ قُبيل بدء الحملات الصليبية على بلاد الشام.

## تمثيل
قام بأداء الأدوار الرئيسية:
- بسام كوسا بدور الملك دُقاق بن تتش بن ألب أرسلان
- زهير عبد الكريم بدور الملك رضوان بن تتش بن ألب أرسلان
- منى واصف بدور خاتون (صفوة المُلك)
- ثناء دبسي بدور توركان
- أسعد فضة بدور طوغاتكين (أتابك دمشق)
- هاني الروماني بدور حسين جناح الدولة (أتابك حلب)

قام بأداء الأدوار الأخرى:
- حسن دكاك
- حسن عويتي
- فارس الحلو
- ليلى جبر
- نذير سرحان
- تيسير إدريس
- سلوم حداد
- نجاح سفكوني
- وفاء موصللي
- صباح السالم